# Koptsevitjskij Kanal
Koptsevitjskij Kanal (ryska: Копцевичский Канал) är en kanal i Belarus.   Den ligger i voblasten Homels voblast, i den centrala delen av landet, 180 km söder om huvudstaden Minsk.
I omgivningarna runt Koptsevitjskij Kanal växer i huvudsak blandskog. Runt Koptsevitjskij Kanal är det glesbefolkat, med 14 invånare per kvadratkilometer.